# Год 1790-й
Год 1790-й (швед. Anno 1790) — шведский исторический сериал, события которого разворачиваются в Стокгольме конца XVIII века.
Показ первой серии сериала состоялся в Швеции на телеканале SVT 1 24 октября 2011 года.

## Сюжет
Юхан Густав Дод возвращается домой с русско-шведской войны 1788—1790 годов, во время которой он служил в армии врачом. В Стокгольме он находит дом влиятельной семьи Вальстедтов, глава которой Карл Фредрик занимает пост столичного полицмейстера. Доставив туда воспитателя детей последнего Симона Фройнда, спасённого им на фронте, он знакомится с женой хозяина Магдаленой, красивой и образованной дамой, не чуждой просветительских идей. По её рекомендации Карл Фредрик назначает Дода на пост квартального комиссара в одном из городских округов. Нурди́н, жестокий и ограниченный начальник местной тюрьмы, претендовавший на его место, становится его злейшим врагом.
Способный и энергичный медик, побывавший в Париже и знакомый с несколькими революционерами, Дод вынужден исполнять несвойственные ему полицейские обязанности, которые поначалу кажутся ему интересными, но со временем начинают тяготить. Ради карьеры и куска хлеба он вынужден скрывать свою приверженность идеям социальной справедливости и давние связи с заговорщиками против короны, радикальные методы которых ему претят.
В каждой серии Дод с помощью Фройнда раскрывает различные преступления, совершаемые в столице. В ходе работы он сталкивается порою с людьми, находящимися под влиянием идей Французской революции, а также приверженцами месмеризма и пиетизма. Его жизнь осложняется глубоким чувством, которое он испытывает к жене Вальстедта Магдалене, а также осознанием того, что правосудие в сословном обществе всегда избирательно, а Фемида нередко бывает слепой…

## В ролях
| Актёр              | Роль                   |
| ------------------ | ---------------------- |
| Петер Эггерс       | Юхан Дод               |
| Юэль Спира         | Симон Фройнд           |
| Линда Зиллиакус    | Магдалена Вальстедт    |
| Юхан Челльгрен     | Карл Фредрик Вальстедт |
| Фелисия Труедссон  | Анна-София Вальстедт   |
| Рикард Турпин      | Олоф Нурди́н            |
| Юсеф Сетерхаген    | Эрик Ракселиус         |
| Сара Турпин        | Марта Ракселиус        |
| Филипп Панов       | Понтус                 |
| Йонас Мальмшё      | пастор Велериус        |
| Сесилия Форсс      | Кайса Стина Берг       |
| Хаппи Янкелль      | Клара                  |
| Свен-Бертиль Таубе | профессор Медельхайм   |
| Филипп Хьюз        | Генри Монро            |

## Серии
| № серии | Название                                                 | Режиссёр         | Сценарист     | Дата показа в Швеции |
| --- | -------------------------------------------------------- | ---------------- | ------------- | -------------------- |
| 1 | «Кровь и сирень» «Mellan blod och syrén»                 | Рикард Петрелиус | Юнас Фрюкберг | 24 октября 2011 года |
| Дод возвращается с русско-шведской войны в Стокгольм и привозит с собой раненого Фройнда, домашнего воспитателя детей столичного полицмейстера Карла Фредрика Вальстедта. Добросердечная супруга хозяина Магдалена приглашает его остановиться у них. В это время в одном из местных борделей находят мёртвое тело квартального комиссара. Привлечённый к расследованию Дод обнаруживает улики, противоречащие официальной версии смерти. Способному медику, не имеющему места, полицмейстер предлагает занять пост квартального, и Дод неохотно даёт на это согласие. Местный начальник тюрьмы Нурдин, претендовавший на место убитого, становится его злейшим врагом. |                                                          |                  |               |                      |
| 2 | «Надушенный пистолет» «Den parfymerade pistolen»         | Рикард Петрелиус | Юнас Фрюкберг | 31 октября 2011 года |
| Обнаружен труп убитого торговца. По подозрению арестовывается изготовитель обоев, но Дод полагает, что он невиновен. Проблема в том, что тот отказывается говорить в свою защиту, и Доду приходится приложить немало усилий, чтобы установить истину. Его надёжным товарищем и помощником становится Фройнд, сочетающий в себе слабость к спиртному с честностью и горячей любовью к Богу. Параллельно Дод встречается со своим фронтовым товарищем Эриком, оказавшимся членом тайной революционной организации, которому, не разделяя его радикальных методов, соглашается помогать. |                                                          |                  |               |                      |
| 3 | «Неуловимые дамы» «Flyktiga fruntimmer»                  | Леван Акин       | Сара Хельдт   | 7 ноября 2011 года   |
| В типографии найден мёртвым её владелец. Возникает подозрение, что именно он печатал революционные листовки, распространившиеся по городу. В ходе расследования Дод узнаёт, что к преступлению причастна хозяйка дома, буквально сведённая с ума своим развратным супругом. Эрик гибнет в случайной перестрелке, а Дод знакомится с его сестрой-дворянкой Мартой, пообещавшей ему жестокую месть… |                                                          |                  |               |                      |
| 4 | «Вечер добрый, прекрасная маска» «Godafton, vackra mask» | Леван Акин       | Алекс Хариди  | 14 ноября 2011 года  |
| В квартале Дода происходит несколько ограблений. При расследовании обнаруживается, что к делу возможно причастно общество животного магнетизма, возглавляемое влиятельным учёным, близким к королевскому двору. Коварному гипнотизёру удаётся подставить Дода, которого по ложному обвинению держит в тюрьме и подвергает пытке Нурдин. Лишь с помощью Магдалены и Фройнда Доду удаётся не только освободиться, но и схватить преступников. Однако виновные, благодаря своим связям, всё равно уходят от заслуженного наказания. |                                                          |                  |               |                      |
| 5 | «Цена греха – смерть» «Syndens lön är döden»             | Леван Акин       | Сара Хельдт   | 21 ноября 2011 года  |
| Молодая горничная Вальстедтов Юханна хочет выйти замуж за Юна — батрака местного пастора Верелиуса. Но непреклонный священник отказывается признавать познания своего слуги в христианском вероучении, всячески препятствуя браку. Выясняется, что сам слуга божий, озабоченный появлением в своём приходе проповедников-пиетистов, отнюдь не следует библейским заповедям, занимаясь ростовщичеством и развратом. Какое-то время спустя Верелиуса находят убитым в подвале церкви. Полиция подозревает в преступлении его конкурентов-еретиков, однако следы приводят к родной матери пастора, которую тот беспощадно тиранил. Заслужив похвалу от своего начальника, Дод присутствует вместе с Магдаленой на бракосочетании счастливых Юна и Юханны… |                                                          |                  |               |                      |
| 6 | «Тост за эшафот» «En skål för schavotten»                | Леван Акин       | Сара Хельдт   | 28 ноября 2011 года  |
| После казни революционера Пера Лильи его тело отправляют в Уппсальский университет для вскрытия, но по дороге кто-то убивает возницу и похищает тело казнённого. Под подозрением оказывается палач, а также местный учёный-естествоиспытатель, покупающий у первого трупы для тайных опытов. Дотошный Дод разыскивает молодую невесту казнённого и его престарелого отца, но так и не находит нужных зацепок. Неожиданно выясняется, что повешение было ловко инсценировано самим заговорщиком, которому удаётся захватить и связать комиссара, а затем бежать с помощью Марты в сторону границы… |                                                          |                  |               |                      |
| 7 | «Рука слепой судьбы» «Ödets blinda hand»                 | Кристина Хумле   | Алекс Хариди  | 5 декабря 2011 года  |
| Король Густав III организует в столице публичную лотерею, где любая невеста может выиграть себе солидную сумму на приданое. Однако Клару, юную крестницу Магдалены, приехавшую в гости к Вальстедтам, удача обходит стороной. Тем временем в пригороде Стокгольма в навозной куче случайно находят останки трёх убитых детей. Доду удаётся установить, что все они были воспитанниками соседнего приюта, бессовестная управительница которого фактически продавала их влиятельным мошенникам, которые, прикрываясь королевским именем, использовали их для махинаций во время розыгрыша призов. После чего воспитательница безжалостно умертвляла сирот, пряча концы в воду… |                                                          |                  |               |                      |
| 8 | «Жребий брошен» «Tärningen är kastad»                    | Кристина Хумле   | Алекс Хариди  | 12 декабря 2011 года |
| В конюшне находят тело крестьянина, который на первый взгляд погиб от удара лягнувшей его лошади. Однако спешно прибывший на место преступления Дод подозревает преднамеренное убийство. На допросе все подозреваемые, включая вдову, сына и дочь покойника, признают себя виновными. Суровый Нурдин призывает не церемониться с арестованными, дружно отправив на виселицу всю тройку, но справедливому Доду необходима лишь истина, какой бы неприятной она ни оказалась… Параллельно с расследованием он помогает Магдалене спасти забеременевшую от насильника несчастную Клару, которой приходится делать тайный аборт… |                                                          |                  |               |                      |
| 9 | «Голоса мертвецов» «De dödas röster»                     | Рикард Петрелиус | Юнас Фрюкберг | 19 декабря 2011 года |
| Дод отъезжает в Уппсалу, чтобы послушать лекции своего учителя Медельхайма, известного медика. По приезде он выясняет, что пригласили его неслучайно. В университете царят интриги и склоки, и жертвой одной из них становится студент Монро, сын преподавателя Эдинбургского университета. У покойного обнаруживаются следы отравления мышьяком, а под кроватью в его комнате, где некогда жил сам Дод, серёжка юной племянницы профессора, которой тот позволяет учиться вместе с мужчинами. Тем временем в Стокгольме Карла Фредрика сваливает тяжкий недуг, чем тут же пользуется Нурдин, обманом назначивший себя заместителем полицмейстера и фактически захвативший его дом. Срочное письмо Магдалены вынуждает Дода прервать расследование… |                                                          |                  |               |                      |
| 10 | «Иное королевство» «Ett annorlunda kungarike»            | Рикард Петрелиус | Юнас Фрюкберг | 26 декабря 2011 года |
| Дод спасает Карла Фредрика с помощью хинина, а после разыскивает похищенного революционерами Фройнда. В гости к выздоравливающему Вальстедту приезжает друг, суперкарго Ост-Индской компании, который принимает его в масонскую ложу. Неизвестные расправляются с местным бондарем Посейдоном, и Дод, допросив сожительницу убитого, нападает на след заговорщиков, которые назначают ему встречу в обмен на жизнь Фройнда. В ходе неё полицейские убивают любовника Марты Понтуса, а саму её арестовывают. Дод находит и отвозит домой Фройнда, а сам отправляется на званый ужин к Вальстедту. Считая Дода убийцей брата, Марта рассказывает Нурдину о его связи с покойным Эриком, и тот сообщает об этом полицмейстеру. Дод устанавливает причастность суперкарго к убийству бондаря, но Карл Фредрик приказывает ему остановиться, пообещав сохранить в тайне его компроментирующие связи. Дод подаёт в отставку, но останавливается в пригородной гостинице, где его находит Магдалена, проведя с ним ночь… |                                                          |                  |               |                      |